# گوروپی
گوروپی (به پرتغالی: Gurupi) یک شهرداری در برزیل است که در توکانتینس واقع شده‌است. گوروپی ۱٬۸۴۶٫۶۵ کیلومتر مربع مساحت و ۸۷٬۵۴۵ نفر جمعیت دارد.